# Phantasy Star Online
Phantasy Star Online (PSO) – gra komputerowa z gatunku MMORPG, wydana w 2000 roku na konsolę Dreamcast i w 2001 na komputery PC przez firmę Sega. W grze dostępny jest rozbudowany tryb jednego gracza, w którym można rozwijać swoją postać, oraz tryb wieloosobowy, w którym można zmierzyć się z innymi graczami. Najnowsza gra z serii (Phantasy Star Universe) również posiada rozbudowany tryb jednego gracza, jednak nie jest on powiązany z rozgrywką sieciową.